# Johannes Škultéty
Johannes Škultéty, též Sculteti, Scultetus, Schultze, (* kolem roku 1450 v Královci; † 1526) byl německý duchovní, profesor v Heidelbergu a poté kanovník ve varmijské diecézi ve Fromborku. Na počátku 16. století byl vedle Alexandra Škultétyho a Bernharda Škultétyho jedním ze tří lidí v okruhu Mikuláše Koperníka, kteří nesli latinizované jméno Scultetus/Sculteti (česky Škultéty, z německého Schulz, Schultheiss).

## Život
Svá studia na univerzitě v Kolíně zakončil kolem roku 1470 bakalářským a magisterským titulem. V roce 1474 se přesunul na univerzitu v Heidelbergu, kde byl až do roku 1497 profesorem a po nějakou dobu i rektorem. Německý král a pozdější císař Maxmilián I. poté doporučil Škultétyho do úřadu v knížecím biskupství Varmie. K jeho nástupu do varmijské katedrální kapituly dochází po roce 1492, nejdříve v roce 1496, tedy přibližně v době, kdy se stal kanovníkem ve Fromborku také Mikuláš Koperník. V roce 1502 byl Škultéty zvolen varmijským arciděkanem (jako jediný držitel této pozice ve Fromborku) na návrh varmijského knížecího biskupa Lukáše Watzenrode, kterého vždy podporoval. Po jeho smrti v prosinci 1512, a také v letech 1519 až 1521, se Škultéty, vysoce ceněný jako vyslanec, již v pokročilém věku vydával na různé mise na pokyn nového biskupa Fabiana von Lossainena. Během rytířské války pobýval od roku 1520/21 v Elbínku, kde byl považován za hlavu varmijské katedrální kapituly a nejvýznamnější osobu na pruské intelektuální resp. humanistické scéně. Koperník patřil mezi několik málo důvěrníků v rámci kapituly, s nimiž se cítil spjatý podobně nesobeckým závazkem k obecnému dobru. Jako vyslanci museli Koperník a Škultéty pokaždé velmistra požádat o glejt (ochranný list).
Korespondence se Škultétym a o něm je diskutována v sebraných spisech Mikuláše Koperníka. Zahrnuje mimo jiné i latinský dopis Koperníkovi z roku 1521, který je proložen německými citáty. Krátce předtím, než byl dopis napsán, zemřel kanovník Balthasar Stockfisch, který uchovával pečeť a různé listiny kapituly. Škultéty, Koperník a Heinrich Snellenberg byli jediní, kdo během rytířské války neutekli, všichni ostatní uprchli do Gdaňsku. Škultéty, Koperník a biskup se dohodli, že se ujmou obrany hradu Allenstein sami (bez cizích vojáků) a Škultéty opatřil z Elbínku arkebuzy.
Jeho básnické dílo se nedochovalo, ale bylo považováno za dobré. Po smrti v roce 1526 ho na pozici varmijského kanovníka 26. října nahradil Felix Reich.